# Sonia Gandhi

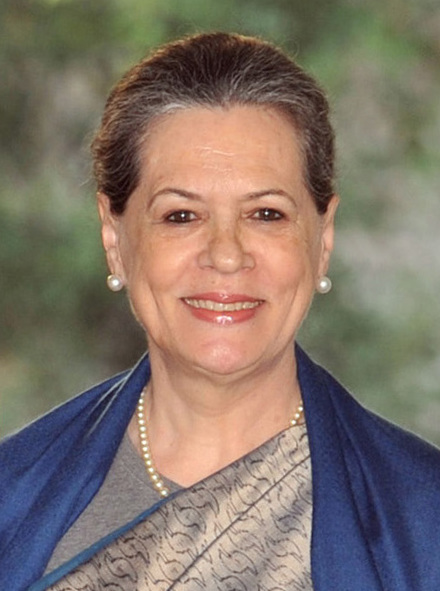
Sonia Gandhi in 2014

Sonia Gandhi (Hindi: सोनिया गाँधी) (Lusiana, 9 december 1946) is een Indiaas politica en de ex-president van de Congrespartij. Ze is de weduwe van premier Rajiv Gandhi.
Sonia Gandhi werd geboren als Edvige Antonia Albina Maino in Lusiana, een dorp op 20 km afstand van Vicenza in Italië. Toen ze in een talencursus Engels in Cambridge volgde, ontmoette ze Rajiv Gandhi. Ze zijn in 1968 getrouwd, waarna ze in India gingen wonen. Hier kreeg ze twee kinderen, waaronder een zoon, Rahul Gandhi. Haar schoonmoeder Indira Gandhi gaf haar de naam 'Sonia'. In 1983 kreeg ze de Indiase nationaliteit. Na de moord op haar man op 21 mei 1991 werd ze actief in de politiek.